# Asociación Deportiva San Carlos
L'Asociación Deportiva San Carlos è una società calcistica costaricana. Attualmente la squadra gioca la stagione 2008-2009 della Primera División de Costa Rica. La sua sede è l'Estadio Carlos Ugalde Álvarez, i colori della squadra sono l'azzurro ed il rosso, popolarmente conosciuti come "Toros del Norte".

## Storia
Dall'unione delle squadre locali El Refugio e El Maravilla ad inizio degli anni sessanta, si formò quella che si chiamava Selección de San Carlos che giocava nella Lega di Terza Divisione. All'interno di questa divisione fu campione nel 1964, ottenendo il diritto di ascendere alla Lega maggiore di Seconda Divisione. Nella Seconda Divisione fu nuovamente vincitore e ascese alla Lega Superiore di Prima Divisione per l'anno 1965.
Questo stesso anno il 9 maggio 1965, si fondò l'Asociación Deportiva San Carlos, in Ciudad Quesada distretto centrale del Cantone di San Carlos, Costa Rica.
La sua prima partita nella Lega Superiore la giocò nello Stadio Nazionale contro il Deportivo Saprissa (campione della Lega Superiore); il punteggio fu 2 a 2, gol per San Carlos di Juan Ulloa e Hugo Jiménez.
Dal 1966 al 1970 l'ADSC partecipò ai tornei della Prima Divisione, ma discese alla Seconda Divisione nel 1971. Per 7 anni la squadra rimase in Seconda divisione fino al 1978, quando vinse nuovamente il campionato e tornò in Prima Divisione.
La squadra si mantenne per 25 anni consecutivi nella Prima Divisione, essendo la quarta squadra con più anni in Prima, solamente superata da Alajuelense, Saprissa e Herediano.
Il giorno 10 maggio dell'anno 2004 succedè quello che nessuno si aspettava, la squadra discese in seconda divisione e da quel giorno l'unico obiettivo fu ritornare in prima divisione.
Giocate 2 stagioni in seconda divisione, il 13 maggio del 2006 si raggiunse l'obiettivo di tornare in prima serie, vincendo la finale della Segunda División contro il Cartagena nell'Estadio Carlos Ugalde.

## Palmarès

### Competizioni nazionali
- Segunda División de Costa Rica: 6

1964-1965, 1976-1977, 1977-1978, 2005-2006, 2015-2016, 2017-2018

## Rosa Torneo de Verano 2009
| N. |                       | Ruolo | Calciatore                  |
| -- | --------------------- | ----- | --------------------------- |
|    | Costa Rica (bandiera) | P     | Ronny Fernández             |
|    | Costa Rica (bandiera) | P     | Geovanny Barboza            |
|    | Costa Rica (bandiera) | P     | Guillermo Camacho (sub-20)  |
|    | Costa Rica (bandiera) | P     | Aaron Cruz (sub-20)         |
|    | Costa Rica (bandiera) | D     | Edder Munguío               |
|    | Costa Rica (bandiera) | D     | Mario Bello                 |
|    | Costa Rica (bandiera) | D     | Víctor Portugués            |
|    | Costa Rica (bandiera) | D     | Eddy Salas                  |
|    | Costa Rica (bandiera) | D     | Carlos Clark                |
|    | Costa Rica (bandiera) | D     | Carlos Picado               |
|    | Costa Rica (bandiera) | D     | Jauer Ruiz                  |
|    | Costa Rica (bandiera) | D     | José Carlos Pérez           |
|    | Costa Rica (bandiera) | D     | Alejandro Valverde (sub-20) |
|    | Costa Rica (bandiera) | D     | Jorge Ramírez (sub-20)      |

| N. |                       | Ruolo | Calciatore                  |
| -- | --------------------- | ----- | --------------------------- |
|    | Brasile (bandiera)    | C     | Leonardo Moreira            |
|    | Uruguay (bandiera)    | C     | Víctor Abelenda             |
|    | Costa Rica (bandiera) | C     | César Céspedes              |
|    | Costa Rica (bandiera) | C     | Roberth Garbanzo            |
|    | Costa Rica (bandiera) | C     | Carlos Acosta               |
|    | Costa Rica (bandiera) | C     | Edward Chiroldes (sub-20)   |
|    | Colombia (bandiera)   | A     | Luis Jair Arroyo            |
|    | Costa Rica (bandiera) | A     | Delbert Camerón             |
|    | Costa Rica (bandiera) | A     | Kenneth Solano              |
|    | Costa Rica (bandiera) | A     | Marco Julián Mena (sub-20)  |
|    | Costa Rica (bandiera) | A     | Juan Vicente Solís (sub-20) |
|    | Costa Rica (bandiera) | A     | Gustavo Arias (sub-20)      |
|    | Costa Rica (bandiera) | A     | Gustavo Rodríguez (sub-20)  |
|    | Costa Rica (bandiera) | A     | Gustavo Murillo (sub-20)    |